# Teracotona seminigra
Teracotona seminigra là một loài bướm đêm thuộc phân họ Arctiinae, họ Erebidae.